# Isola di Brosch
L'isola di Brosch (in russo Остров Брош, ostrov Broš) è un piccolo isolotto russo nell'Oceano Artico che fa parte della Terra di Zichy nell'arcipelago della Terra di Francesco Giuseppe.

## Geografia
L'isolotto di Brosch si trova nella parte orientale del gruppo delle isole di Zichy, a nord dell'isola di Greely, nel canale di Šterneka, a 600 m dal promontorio meridionale dell'isola di Kuhn.

## Storia
Ha preso il nome dal tenente boemo della marina austro-ungarica, Gustav Brosch, uno degli ufficiali del Tegetthoff, che partecipò alla spedizione al Polo Nord.
L'isolotto è stato mappato per la prima volta nel 1897 da Jackson e nelle successive mappe di Luigi Amedeo di Savoia-Aosta e Anthony Fiala.